# Parque Nacional Suíço
O Parque Nacional Suíço (em romanche, Parc Naziunal Svizzer; em alemão, Schweizerischer Nationalpark; em francês, Parc National Suisse; italiano, Parco Nazionale Svizzero) encontra-se no Cantão dos Grisões, no leste da Suíça, entre Zernez, S-chanf, Scuol e o desfiladeiro de Fuorn (ou Ofenpass), na Engadina, próximo à fronteira com a Itália.
É o único parque nacional da Suíça, apesar de que haja planos para criar outros. Tem uma área de 174 km² e é a maior área protegida do país. Foi criado em 01 de agosto de 1914. Foi uma dos primeiros parques nacionais da Europa.
No parque, não é permitido sair da estrada, atear fogo ou dormir fora da Chamanna Cluozza, um refúgio de montanha localizado no parque. Também está proibido perturbar os animais ou desmatar, ou levar para a casa qualquer coisa que se encontre no parque. Os cães não são permitidos.
Há um centro de visitantes localizado em Zernez.

## Galeria

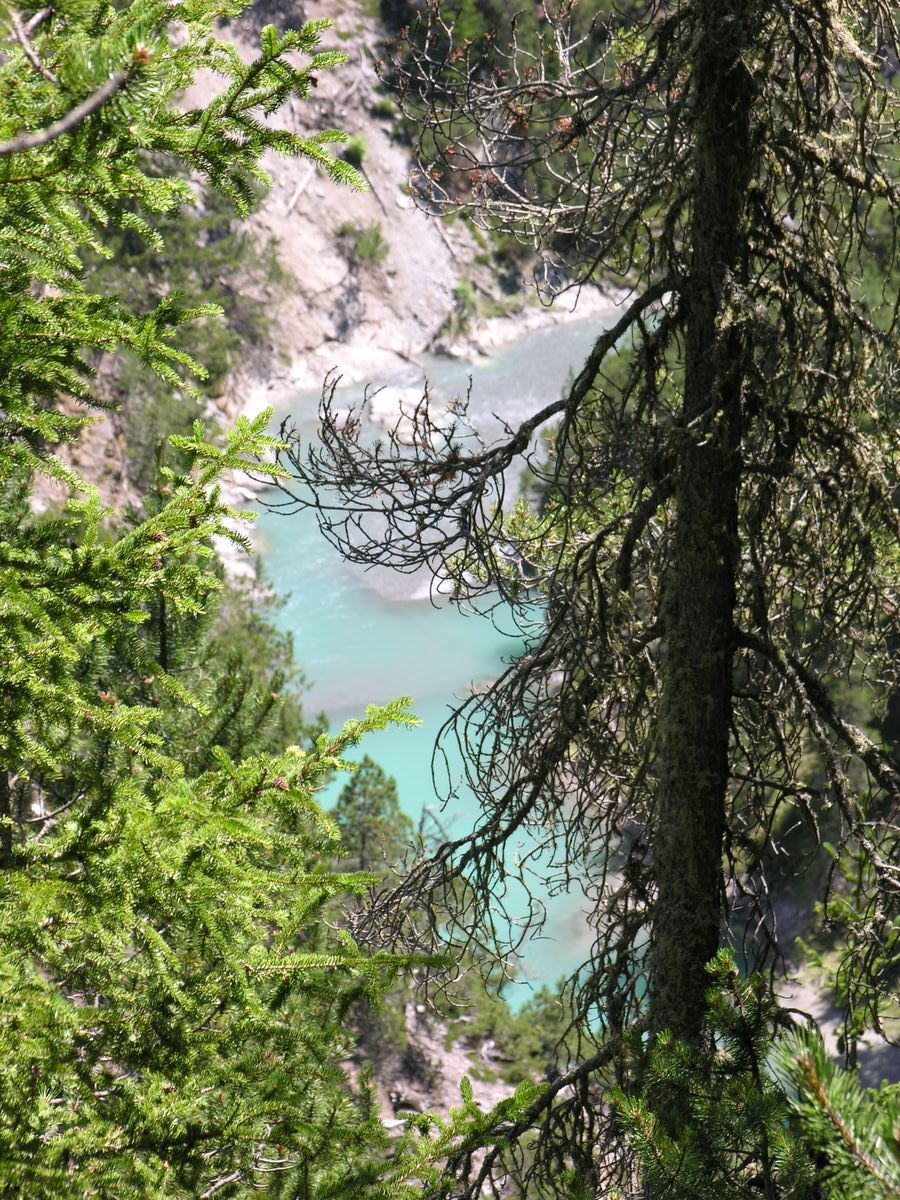
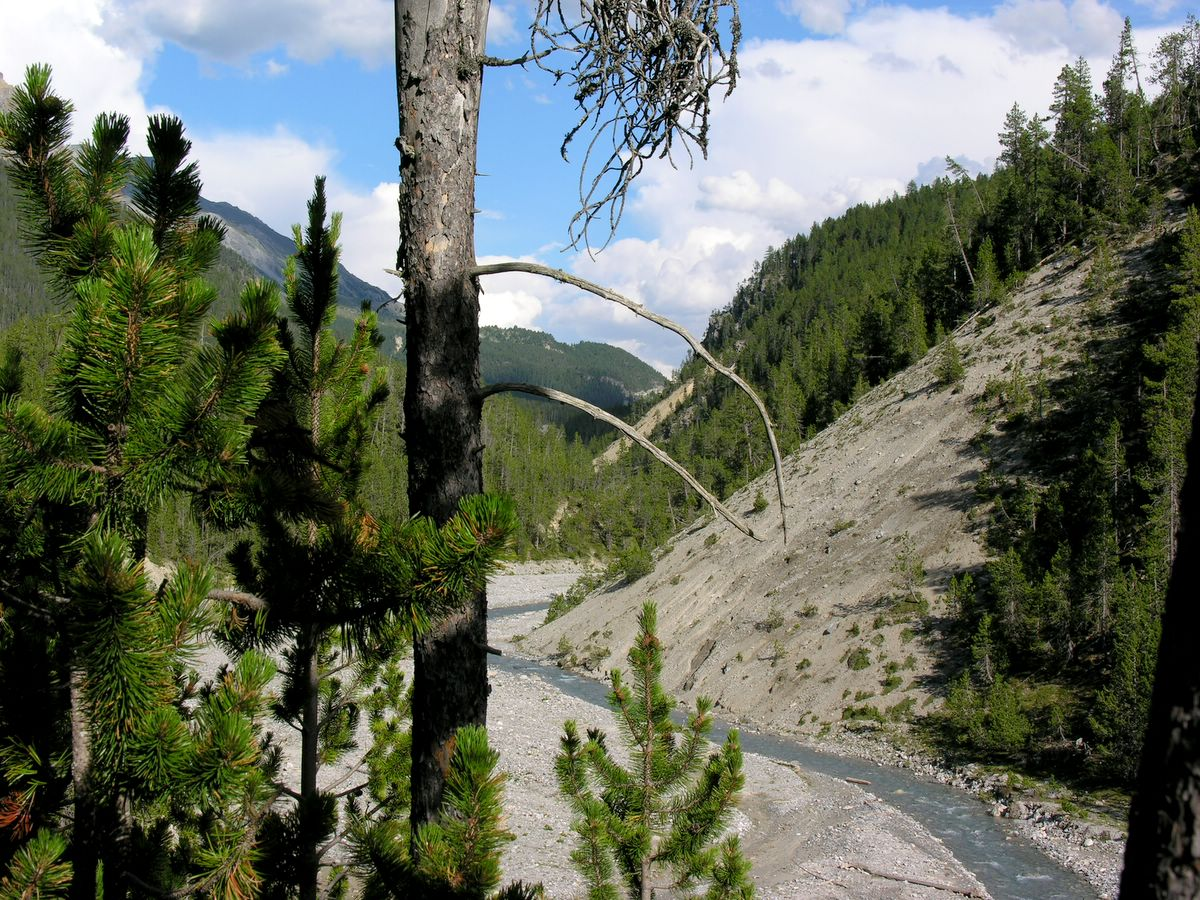
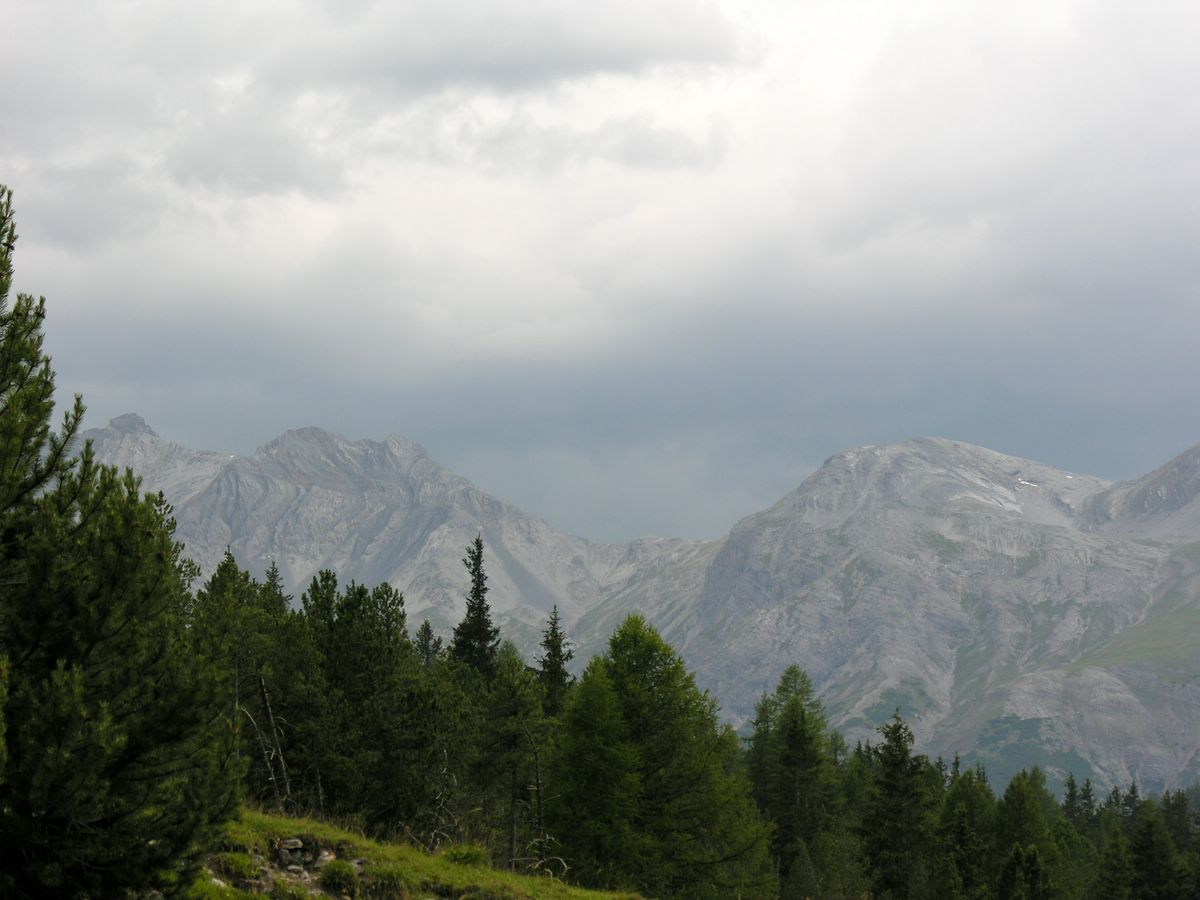
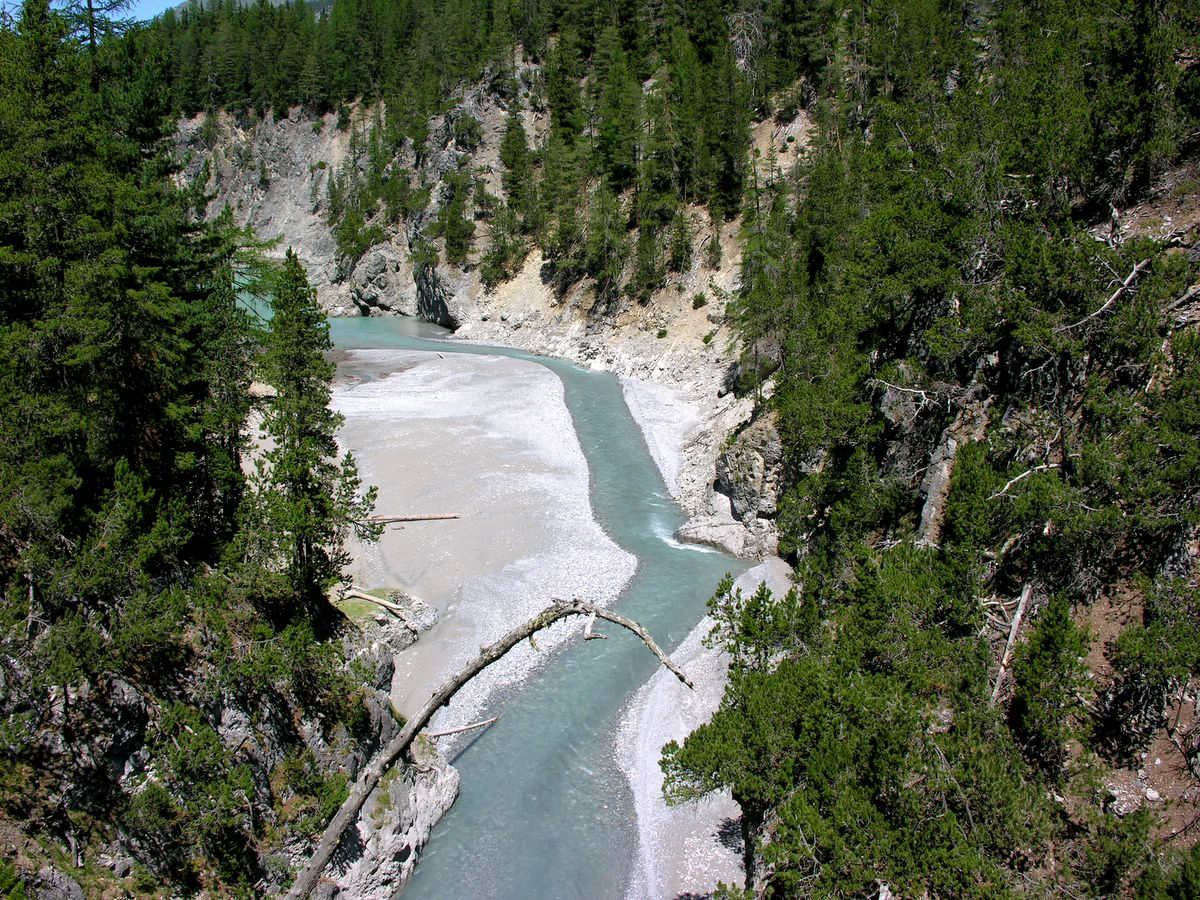

## Picos importantes
- Piz da l'Acqua
- Piz Chaschauna